# Morris-Gletscher (Dufek-Küste)
Der Morris-Gletscher ist ein 16 km langer Gletscher in der antarktischen Ross Dependency. Im Transantarktischen Gebirge fließt er vom Mount Daniel in nördlicher Richtung zum Ross-Schelfeis an der Dufek-Küste, das er zwischen der Lillie Range und dem Clark Spur erreicht.
Die Südgruppe der von 1963 bis 1964 dauernden Kampagne im Rahmen der New Zealand Geological Survey Antarctic Expedition nahm die Benennung des Gletschers vor. Namensgeber ist Commander Marion E. Morris (1926–2005) von der United States Navy, Leiter der Flugstaffel VX-6, welche die Südgruppe zu ihren Einsatzorten flog.